# Jimmy Kaparos
Jimmy Adrian Kaparos (Arnhem, 25 dicembre 2001) è un calciatore dominicano con cittadinanza olandese, centrocampista del Rot-Weiss Essen e della nazionale dominicana.

## Carriera

### Club
Ha iniziato a giocare a calcio nel settore giovanile dello Stoccarda per poi passare in quello dello Schalke 04 nel 2017. Ha debuttato in prima squadra l'8 maggio 2021 nell'incontro di prima divisione tedesca perso 4-2 contro l'Hoffenheim.
Il 15 luglio 2022 è stato acquistato dal PEC Zwolle; al termine della prima stagione in Olanda, dove si è alternato fra prima squadra ed Under-21, ha rescitto consensualmente il contratto ed è tornato allo Schalke che lo ha assegnato alla squadra riserve.
Il 24 maggio 2024 è stato acquistato a titolo definitivo dal Rot-Weiss Essen, club della terza divisione tedesca.

### Nazionale
Ha debuttato con la nazionale dominicana il 10 giugno 2025 nell'incontro di qualificazione per il campionato mondiale 2026 vinto 4-0 contro la Dominica dove ha trovato anche il so primo gol.
Sempre nel 2025 ha poi anche partecipato alla CONCACAF Gold Cup.

## Statistiche

### Presenze e reti nei club
Statistiche aggiornate all'11 giugno 2025.
| Stagione          | Squadra           | Campionato        | Campionato | Campionato | Coppe nazionali | Coppe nazionali | Coppe nazionali | Coppe continentali | Coppe continentali | Coppe continentali | Altre coppe | Altre coppe | Altre coppe | Totale | Totale | Totale |
| Stagione          | Squadra           | Comp              | Pres       | Reti       | Comp            | Pres            | Reti            | Comp               | Pres               | Reti               | Comp        | Pres        | Reti        | Pres   | Reti   |        |
| ----------------- | ----------------- | ----------------- | ---------- | ---------- | --------------- | --------------- | --------------- | ------------------ | ------------------ | ------------------ | ----------- | ----------- | ----------- | ------ | ------ | ------ |
| 2020-2021         | Schalke 04 II     | RL                | 26         | 0          | -               | -               | -               | -                  | -                  | -                  | -           | -           | -           | 26     | 0      |        |
| 2021-2022         | Schalke 04 II     | RL                | 29         | 1          | -               | -               | -               | -                  | -                  | -                  | -           | -           | -           | 29     | 1      |        |
| 2020-2021         | Schalke 04        | BL                | 1          | 0          | CG              | 0               | 0               | -                  | -                  | -                  | -           | -           | -           | 1      | 0      |        |
| 2022-2023         | PEC Zwolle        | 1D                | 5          | 0          | CO              | 1               | 0               | -                  | -                  | -                  | -           | -           | -           | 6      | 0      |        |
| 2023-2024         | Schalke 04 II     | RL                | 30         | 4          | -               | -               | -               | -                  | -                  | -                  | -           | -           | -           | 30     | 4      |        |
| Totale Schalke II | Totale Schalke II | Totale Schalke II | 85         | 5          |                 | -               | -               |                    | -                  | -                  |             | -           | -           | 85     | 5      |        |
| 2023-2024         | Schalke 04        | 2L                | 1          | 0          | CG              | 0               | 0               | -                  | -                  | -                  | -           | -           | -           | 1      | 0      |        |
| Totale Schalke    | Totale Schalke    | Totale Schalke    | 2          | 0          |                 | 0               | 0               |                    | -                  | -                  |             | -           | -           | 2      | 0      |        |
| 2024-2025         | Rot-Weiss Essen   | 3L                | 28         | 0          | CG              | 1               | 0               | -                  | -                  | -                  | NRP         | 3           | 0           | 32     | 0      |        |
| Totale carriera   | Totale carriera   | Totale carriera   | 120        | 5          |                 | 2               | 0               |                    | -                  | -                  |             | 3           | 0           | 125    | 5      |        |

### Cronologia presenze e reti in nazionale
| Cronologia completa delle presenze e delle reti in nazionale ― Rep. Dominicana | Cronologia completa delle presenze e delle reti in nazionale ― Rep. Dominicana | Cronologia completa delle presenze e delle reti in nazionale ― Rep. Dominicana | Cronologia completa delle presenze e delle reti in nazionale ― Rep. Dominicana | Cronologia completa delle presenze e delle reti in nazionale ― Rep. Dominicana | Cronologia completa delle presenze e delle reti in nazionale ― Rep. Dominicana | Cronologia completa delle presenze e delle reti in nazionale ― Rep. Dominicana | Cronologia completa delle presenze e delle reti in nazionale ― Rep. Dominicana |
| Data                                                                           | Città                                                                          | In casa                                                                        | Risultato                                                                      | Ospiti                                                                         | Competizione                                                                   | Reti                                                                           | Note                                                                           |
| ------------------------------------------------------------------------------ | ------------------------------------------------------------------------------ | ------------------------------------------------------------------------------ | ------------------------------------------------------------------------------ | ------------------------------------------------------------------------------ | ------------------------------------------------------------------------------ | ------------------------------------------------------------------------------ | ------------------------------------------------------------------------------ |
| 10-6-2025                                                                      | Santo Domingo                                                                  | Rep. Dominicana                                                                | 5 – 0                                                                          | Dominica                                                                       | Qual. Mondiali 2026                                                            | 1                                                                              |                                                                                |
| 14-6-2025                                                                      | Inglewood                                                                      | Messico                                                                        | 3 – 2                                                                          | Rep. Dominicana                                                                | Gold Cup 2025 - 1º turno                                                       | -                                                                              |                                                                                |
| 18-6-2025                                                                      | Arlington                                                                      | Costa Rica                                                                     | 2 – 1                                                                          | Rep. Dominicana                                                                | Gold Cup 2025 - 1° turno                                                       | -                                                                              |                                                                                |
| 22-6-2025                                                                      | Arlington                                                                      | Rep. Dominicana                                                                | 0 – 0                                                                          | Suriname                                                                       | Gold Cup 2025 - 1° turno                                                       | -                                                                              | 35’                                                                            |
| Totale                                                                         |                                                                                | Presenze                                                                       | 4                                                                              |                                                                                | Reti                                                                           | 1                                                                              |                                                                                |